# Съборна (улица в София)
„Съборна“ е централна улица в район „Средец“, София.
Простира се между площад „Света Неделя“ и ул. „Княз Александър I“ при Градската градина.
Получава името си от площада пред църквата „Света Неделя“, който в началото на XX в. се е наричал „Съборни“.

## Обекти
На ул. „Съборна“ или в нейния район са разположени следните обекти:
- Църква „Света Неделя“
- Площад „Света Неделя“
- Софийска митрополия
- Ротонда „Свети Георги Победоносец“
- Църква „Света Петка“
- Висш съдебен съвет
- Испански културен център
- Национален археологически институт с музей (№2)
- Градска градина